# الدخين
- تعليق1
- تعليق2

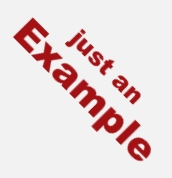
تعليق1
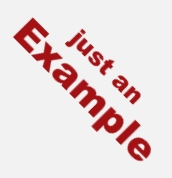
تعليق2

</gallery>
عائلة الدخين

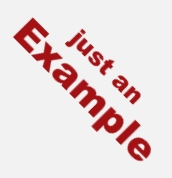
تعليق1
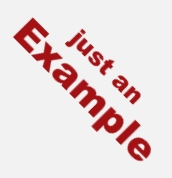
تعليق2

عائلة الدخين هي إحدى العائلات السعودية التي ترجع في أصولها إلى عائلة الدخيل من قبيلة عنزة. استوطنت العائلة منذ أواخر القرن الثامن عشر الميلادي (حوالي عام 1788م) في منطقة القصيم – بريدة، ويُعد ذلك موطنها الرئيس، ثم انتقل بعض أبنائها إلى مناطق أخرى في نجد، كما استقر عدد منهم لاحقًا في الكويت.
التاريخ
برزت عائلة الدخَين منذ القدم من خلال نشاطها في الزراعة وامتلاكها مزارع في القصيم وثادق، ثم توسعت في مجالات التجارة، حتى أصبحت من العائلات المعروفة في المجال الاقتصادي بالمنطقة.
الاقتصاد
	•	اشتهر آل الدخَين بتجارتهم في العطور، من خلال الدخيل العود و أسواق الدخيل.
	•	للعائلة مزارع في القصيم وثادق تُعد جزءًا من إرثها الاقتصادي.
	•	تُقدّر ثروات بعض رجال الأعمال من العائلة بأكثر من 33 مليار ريال.
الأنشطة الاستثمارية
	•	تملك العائلة حصة تُقدّر بحوالي 2 مليار ريال في شركة الوعلان، إحدى أبرز الشركات السعودية في قطاع السيارات.
	•	تمتلك العائلة نصف أسهم شركات تصدير مرسيدس بنز في المملكة العربية السعودية، ما عزز حضورها في سوق السيارات الفاخرة والتصدير.
الانتشار
	•	القصيم (بريدة): الموطن الأصلي للعائلة.
	•	نجد: توسع داخلي في المملكة العربية السعودية.
	•	الكويت: انتقل بعض أفراد العائلة إليها منذ أجيال.
أبرز الشخصيات
	•	عبدالعزيز هادي عايد الدخين
	•	سطام هادي عايد الدخين
	•	فيصل هادي عايد الدخين
	•	عبدالرحمن عايد الدخين
	•	فيصل بن عبدالعزيز الدخين